# Водлозерская волость
Водлозе́рская во́лость — историческая административно-территориальная единица (волость) в составе Пудожского уезда Олонецкой губернии Российской Империи и РСФСР. Волость состояла из 48 населённых пунктов. Волостное правление располагалось в селении Канзанаволок.
Существовала в 1877—1927 годах.

В настоящее время территория Водлозерской волости относится в основном к Пудожскому району Республики Карелия.

## География
Самым удалённым от волостного правления поселением было Светлозеро (70 вёрст).

## История
Образована 1 января 1877 г. в результате переименования Куганаволоцкой волости с переводом волостного правления из Куганаволока в Канзанаволок.
Декретом ВЦИК от 18 сентября 1922 года Олонецкая губерния была упразднена и волость включена в состав Карельской трудовой коммуны.
В ходе реформы административно-территориального деления СССР в 1927 году волость была упразднена, а её территория разделена между Пудожским и Повенецким районами.

## Состав

### Сельские общества
В состав волости входили сельские общества, включающие 48 деревень:
- Канзанаволокское общество
- Куганаволоцкое общество
- Пилмасозерское общество

### Насёленные пункты
| Канзанаволокское общество                        |       |         |       |                   |
| Поселение                                        | Семей | Человек | До ВП | Школа             |
| Канзанаволок при озере Водлозере                 | 36    | 200     | 0     | В 4 верстах       |
| Колгостров при озере Водлозере                   | 23    | 138     | 3     | В 1,5 верстах     |
| Михайловская (Вачалова) при озере Водлозере      | 6     | 35      | 4     | В смежном селении |
| Костин двор при озере Водлозере                  | 6     | 35      | 3     | В 1,5 верстах     |
| Коскосалма при озере Водлозере                   | 11    | 44      | 5     | Есть              |
| Подгорье (Коскосалма) при озере Водлозере        | 13    | 62      | 5     | В смежном селении |
| Онгилова гора (Коскосалма) при озере Водлозере   | 13    | 57      | 5     | В смежном селении |
| Кургилово (Коскосалма) при озере Водлозере       | 9     | 54      | 5     | В смежном селении |
| Варишпелда при озере Водлозере                   | 12    | 67      | 6     | В 1 версте        |
| Рахкойла при озере Водлозере                     | 9     | 47      | 6     | В 1 версте        |
| Гость-наволок при озере Водлозере                | 7     | 38      | 7     | В 2 верстах       |
| Калакунда при реке Илексе                        | 11    | 70      | 30    | В 22 верстах      |
| Гумарнаволок при озере Водлозере                 | 20    | 115     | 7     | В 5 верстах       |
| Охтан-остров при озере Водлозере                 | 15    | 75      | 10    | В 6 верстах       |
| Пелгостров при озере Водлозере                   | 16    | 98      | 5     | В 6 верстах       |
| Быковская (Наволок) при озере Водлозере          | 13    | 62      | 5     | В 6 верстах       |
| Рагунова при озере Водлозере                     | 15    | 73      | 6     | В 7 верстах       |
| Путилова при озере Водлозере                     | 15    | 85      | 7     | В 10 верстах      |
| Ведлозерско-Ильинский погост при озере Водлозере | 2     | 15      | 4     | В 1 версте        |
| Итого                                            | 252   | 1370    |       | 1                 |

| Куганаволоцкое общество                              |       |         |       |              |
| Поселение                                            | Семей | Человек | До ВП | Школа        |
| Большой Куганаволок при озере Водлозере              | 27    | 126     | 12    | В 5 верстах  |
| Малый Куганаволок при озере Водлозере                | 12    | 70      | 12    | В 5 верстах  |
| Велик-остров при озере Водлозере                     | 16    | 74      | 15    | В 3 верстах  |
| Чуяла при озере Водлозере                            | 21    | 93      | 18    | Есть         |
| Вавдиполе при озере Водлозере                        | 3     | 19      | 19    | В 1 версте   |
| Вама (Онуфриевская) при реке Ваме                    | 18    | 83      | 22    | В 5 верстах  |
| О Ваму реку О Боровой порог при реке Ваме            | 9     | 45      | 33    | В 20 верстах |
| О Водлу реку О Вамский порог при реке Водле          | 8     | 52      | 35    | В 21 версте  |
| Кузестров при озере Водлозере                        | 6     | 39      | 19    | В 4 верстах  |
| Маткалахта при озере Водлозере                       | 8     | 46      | 18    | В 6 верстах  |
| Бостилова при озере Водлозере                        | 13    | 66      | 16    | В 4 верстах  |
| Кевасалма при озере Водлозере                        | 13    | 78      | 16    | В 2 верстах  |
| Большая пога при озере Водлозере                     | 14    | 73      | 17    | В 1 версте   |
| Малая пога при озере Водлозере                       | 7     | 43      | 17    | В 2 верстах  |
| Выгостров при озере Водлозере                        | 8     | 31      | 18    | В 1 версте   |
| Рагнозеро при озере Рагнозере                        | 26    | 149     | 32    | В 21 версте  |
| Сердечкина избушка при озере Клещове                 | 2     | 13      | 37    | В 24 верстах |
| Водлозерско-Пречистенский погост при озере Водлозере | 2     | 10      | 18    | Есть         |
| Итого                                                | 213   | 1110    |       | 2            |

| Пилмасозерское общество                          |       |         |       |               |
| Поселение                                        | Семей | Человек | До ВП | Школа         |
| Пилмас-озеро при озере Пилмас-озере              | 26    | 120     | 21    | Есть          |
| Келкозеро при озере Калкозере                    | 12    | 77      | 21    | В 1 версте    |
| Укшезеро-Пески (Укшезерское устье) при реке Укше | 12    | 68      | 30    | В 12 верстах  |
| Янгозеро при озере Янгозере                      | 7     | 48      | 44    | В 23 верстах  |
| Кукамос-озеро при озере Кукамос-озере            | 3     | 18      | 48    | В 27 верстах  |
| Паезеро при озере Паезере                        | 6     | 31      | 34    | В 13 верстах  |
| Егозеро при озере Егозере                        | 10    | 56      | 69    | В 48 верстах  |
| Светлозеро при озере Светлозере                  | 3     | 21      | 70    | В 49 верстах  |
| Гольяницы при озере Водлозере                    | 12    | 69      | 14    | В 9 верстах   |
| Загорье (Голья гора) при озере Водлозере         | 22    | 128     | 13    | В 8 верстах   |
| Луза при озере Лузском                           | 37    | 249     | 40    | В 109 верстах |
| Итого                                            | 150   | 885     |       | 1             |

## Население
На 1890 год численность населения волости составляла 2969 человек.
На 1905 год численность населения волости составляла 3365 человек. Из них мужчин 1513, женщин 1852. Крестьян среди них 3301 (1484 муж / 1817 жен), некрестьянского населения 3301 (29 муж / 35 жен).
Самое многочисленное поселение — Луза (249 жителей), самое малолюдное — Водлозерско-Пречистенский погост (10 жителей).

## Инфраструктура
Личное подсобное хозяйство с зоной сельскохозяйственного использования, индивидуальная застройка усадебного типа. На 1905 год в волости 578 домов и 615 семей из 3365 человек. В среднем на каждый крестьянский дом (семью) приходилось по 5,7 (5,5) человек.
Основа экономики — сельское хозяйство. На 1905 год в волости насчитывалось 506 лошадей, 706 коров и 973 головы прочего скота.
В волости в 1905 году были 4 школы в селениях Коскосалма, Чуяла, Водлозерско-Пречистенский погост и Пилмас-озеро. В среднем на 841 человека приходилась 1 школа. Дальше всего до школы было добираться из селения Луза (109 вёрст). В пределах пяти вёрст от ближайшей школы находилось 24 поселения общей численностью 1515 жителей (45,02 %).